# Wolfgang Haken

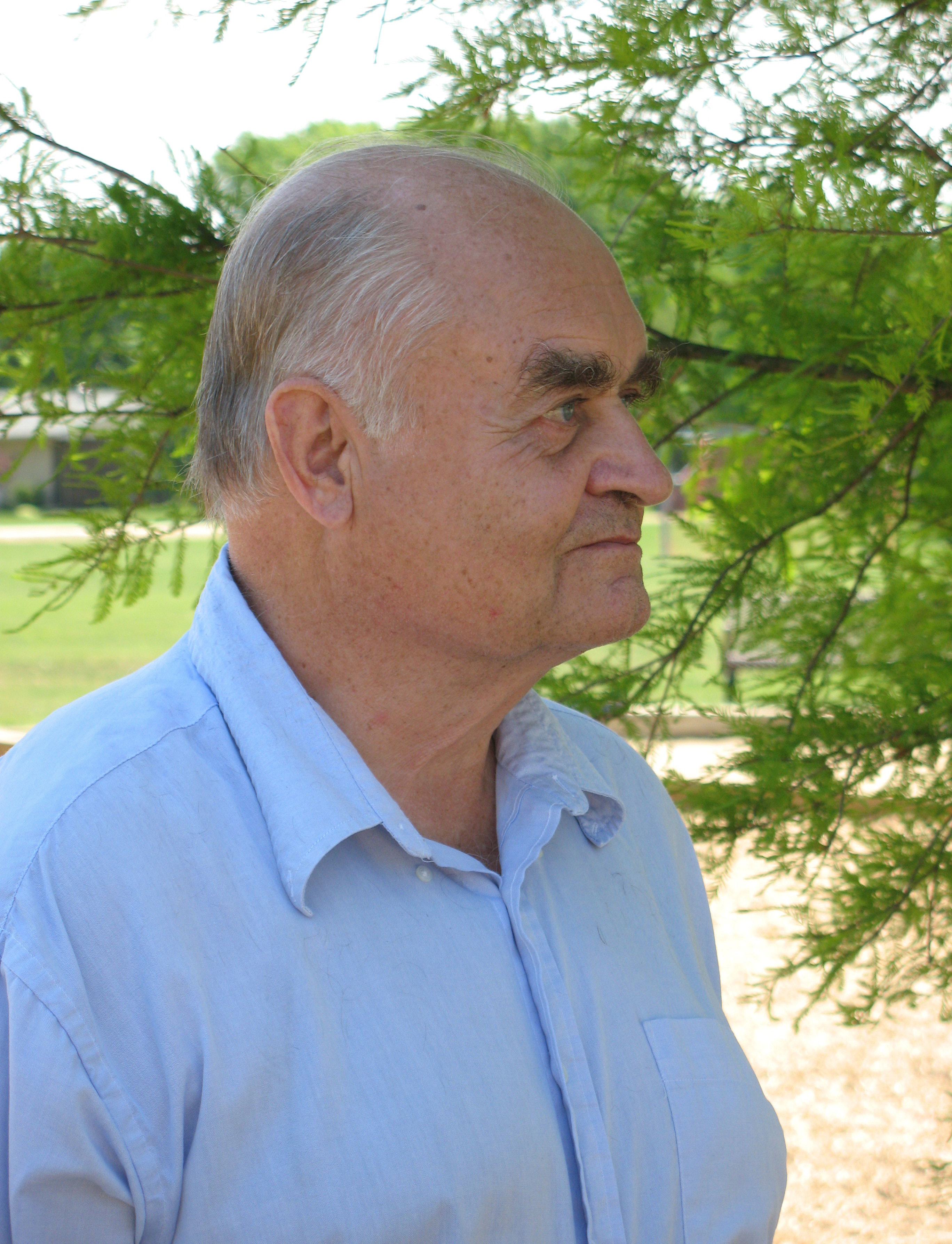
Wolfgang Haken in 2008

Wolfgang Haken (Berlijn, 21 juni 1928 – Champaign (Illinois), 2 oktober 2022) was een Duits-Amerikaanse wiskundige die gespecialiseerd is in de topologie, in bijzonder de 3-variëteiten.
In 1976 loste hij aan de Universiteit van Illinois te Urbana-Champaign samen met zijn collega Kenneth Appel een van de beroemdste problemen in de wiskunde op, de vierkleurenstelling. Zij bewezen dat elke tweedimensionale landkaart, binnen zekere beperkingen, ingevuld kan worden met vier kleuren zonder dat enige aan elkaar grenzende "landen" dezelfde kleur hoeven te delen.
Haken heeft enige belangrijke ideeën geïntroduceerd, waaronder de Haken-variëteiten, de Kneser-Haken-eindigheid, en een uitbreiding van het werk van Kneser in een theorie van de normaal oppervlakken. Veel van zijn werk heeft een algoritmisch aspect. Haken geldt als een van de invloedrijkste personen in de algoritmische topologie. Een van zijn sleutelbijdragen aan dit onderdeel van wiskunde is een algoritme om te bepalen of een knoop al of niet ontward kan worden.
Hij overleed op 94-jarige leeftijd.